# Chromatomyiae
Chromatomyiae är ett släkte av tvåvingar. Chromatomyiae ingår i familjen minerarflugor.
Släktet innehåller bara arten Chromatomyiae succisae.